# Literatura en armenio

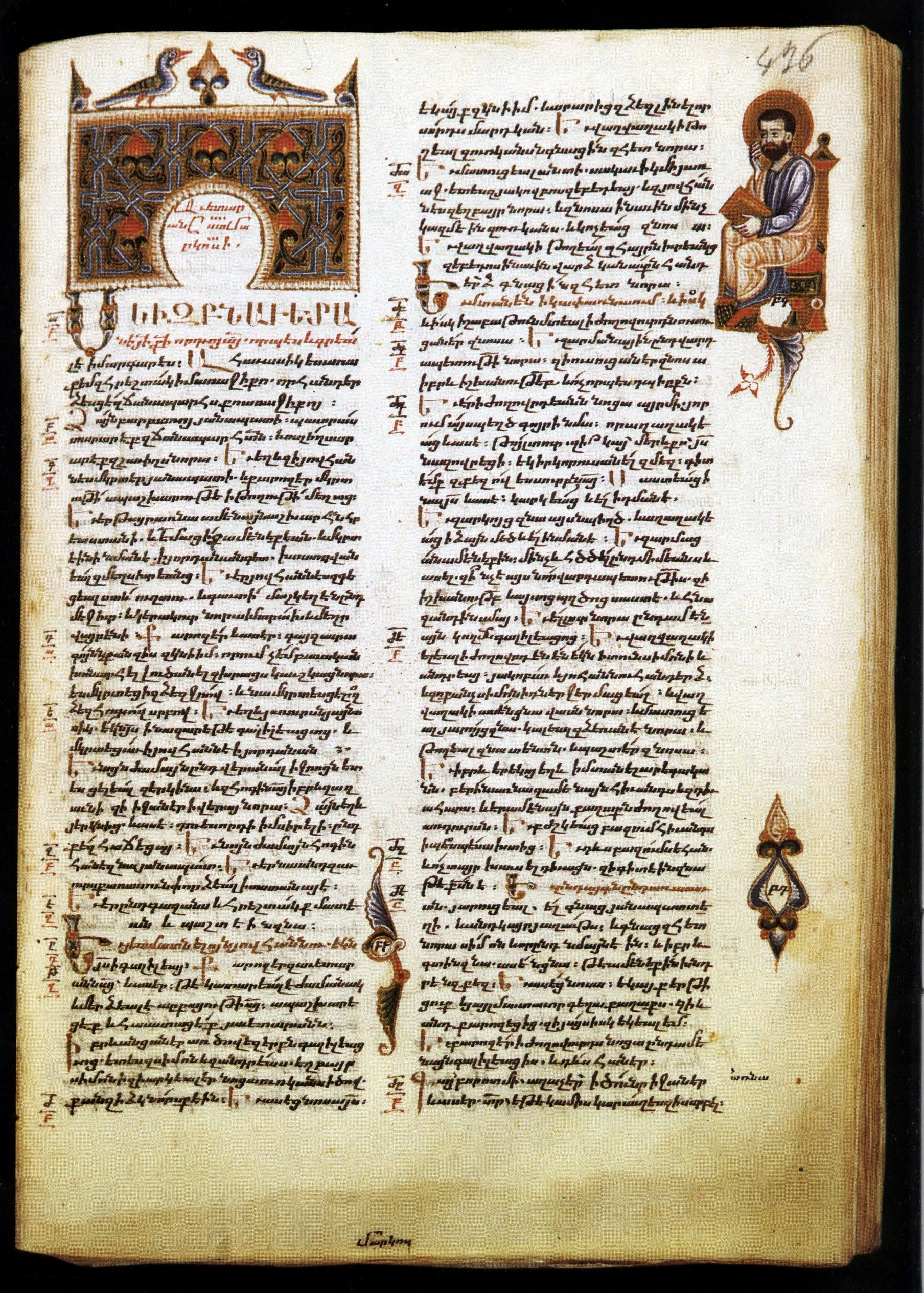
Primera página del Evangelio de San Marcos, por Sargis Pitsak, miniaturista armenio medieval.

Literatura en armenio es la literatura realizada en idioma armenio.

## Orígenes
La literatura en armenio apareció en el siglo V, después de la partición de los imperios romano y bizantino y la conversión al Cristianismo. Hasta la llegada de Mesrop Mashtots, antiguo militar instruido en verso y lenguas, los escritos se hacían en griego o siríaco, pero a partir de ese momento, para hacer avanzar la fe, como afirmación étnica y para oponerse a Persia, se creó un nuevo alfabeto que recogía todos los sonidos armenios, ayudado por el katholicós Sahak y por el rey Vramshapuh de Armenia. A la vez se reguló y fijó la lengua (regularidad gramatical, rigor sintáctico y entonación elegante).
El libro de homilías titulado Hachakhapatum (Tapices), atribuido a San Gregorio el Iluminador, en realidad fue compuesto por Mesrop Mashtots, quien junto con sus discípulos tradujo la Biblia al armenio, traducción que luego revisó su discípulo Eznik de Holp, autor también de una famosa obra, Destrucción de las sectas. El rey Vramshapuh (392-414) alentó una escuela de traductores que se desplazaron a Edesa y Constantinopla para traducir textos del siríaco y del griego al armenio. Los traductores se formaron en Constantinopla, Alejandría y Edesa y produjeron brillantes textos de patrística, vidas de santos, actas conciliares y traducciones. Zenob de Glak compuso algunas crónicas en griego y en siríaco, más tarde traducidas al armenio. Eznik Koghbatsi (muerto en 450) escribió el tratado de teología Refutación de las Sectas, donde defiende la ortodoxia contra el paganismo armenio, el mazdeísmo, la filosofía griega y el marcionismo. Mambre Vertzanogh compuso homilías.
El siglo V fue conocido por los contemporáneos como Oskedar (Siglo de Oro). Entre los primeros autores destacados encontremos a Koriun (s. V), autor de Vark' Mashtotsi (Vida de Mashtots, 443), y Moisés Khorenatsi, el padre de la historia armenia, autor de Patmut'iwn Hayoc (Relación Genealógica de la Gran Armenia, 428), primera obra original y fundamental para Armenia, donde describe los acontecimientos de su tiempo, basado en tradiciones orales y fábulas populares, desde la época de Hayk, padre de la nación en los tiempos bíblicos. Los historiadores también exaltaron el sentimiento nacional y consolidaron el instinto de defensa y conservación del pueblo armenio. Agathangelos (s. V) explica y describe la vida de Gregorio el Iluminador (278-332), secretario de Tiridates III de Armenia, y la extensión del cristianismo en Pamut'yun Hayoc (Historia de Armenia). Ghazar Pharpetsi (s. V) hace crónicas muy escrupulosas, con un estilo no muy brillante, pero con un indiscutible valor documental, sobre todo para el periodo posterior a la invasión persa, como Patmut'yun Hayoc (Historia de Armenia, 388-445), continuadora de la de Phaustos Buzandatsi (s. IV), conocida como Buzandaran patinut'yunk (Leyendas de Bizancio), y Eghishe (420-470), autor de Vasn Vardanay ev Hayoc Paterazmin (Historia de las guerras de Vartan contra los Persas), epopeya lírica al servicio de los mamiconios rica en efusiones y utilizada como documento histórico. Menos importante fue el obispo Petros Siunetsi (fl. 547-556).
Durante los siglos siguientes, por razones pastorales, la literatura armenia fue fundamentalmente religiosa, pero mezclada con un estilo épico y popular de fuerte influencia griega. Después del Concilio de Calcedonia, al igual que las otras iglesias monofisistas, la de Armenia quedó aislada de Occidente. Del siglo V al VII la Escuela Helenística tradujo muchos libros griegos, traducciones atribuidas a David el Invencible. En el siglo VII se destacaron Thoros Kertenavor; el obispo Sebeos (s. VII) con Historia de Heraclio; Anania Shirakatsi, con obras de aritmética, astronomía y geografía; Ghevond Vardapet (el Maestro, s. VIII); el catolicós Juan IV Otznetsi (717-728) escribió tratados de teología; el catolicós Juan VI Draskhanakertzi (897-925) describe las relaciones con los árabes; el obispo Ukhtanes (s. X-XI); Stefanos Asoghik (s. XI) con una crónica universal; Thomas Artsouni, Moisés Kaghankatvatsi (s. X) con la crónica Alvankh (Historia de los Albaneses); el catolicós Gregorio IV Pahlavuni, con la Elegía a la Captura de Jerusalén; y la Crónica de 1179 compuesta por Samuel de Ani.
Después de un periodo de guerras y poca producción, en el siglo X apareció el monje místico Grigor Narekatsi (951-1003), autor de Matean ogbergut'ian (Libro de lamentaciones), prosa rimada, himnos y homilías. También se realizaron los himnos del patriarca Komitas Vardapet (Maestro, s. VIII), el poema épico Sasuntsi Dawit (David de Sasun, s. X) y la poesía del patriarca Nerseh Shnorhali (el Gracioso, 1102-1172), graciosa, elegante y simple, como Ogb Edesioy (Lamento de Edesa, 1146) y Vipasanutiun (Libro de Épica). Entre los cronistas, hay que destacar a Stefanos Daronatsi (938-1017) con Pamut'yun Hayoc (Historia de Armènia, 1004), a Arisdakes Lasdiverdi, autor de una historia de Armenia en 1064, Krikor Magistros (990-1058), Matáis de Edesa, y el catolicós Nerseh IV Klayetsi (1166-1173) con la crónica rimada Yesus orti (Jesús hijo).

## Literatura medieval
Después de un periodo de silencio y decadencia debido a las invasiones, en Cilicia se inicia una nueva época. Los ashug (trovadores) retomaron la tradición de la poesía anterior y se usaron la alegoría, la sátira y el llanto para cantar el amor, la muerte, el patriotismo, la ausencia, los cantos de exiliados, etc. Se destacan los poetas Hovhannes Telkurantsi y Gostandin Yerznkatsi, provenientes de la Gran Armenia, y los cronistas Krikor Gandzakedzi (siglo XIII), con su Historia concisa; Vardan Vardapet; Mkhitar de Ani, que compuso una historia universal; Vahram Rabuni, que escribió una Crónica rimada para Levon III y Patmut'iun Pokr Hayots (Historia de la Pequeña Armènia, 952-1274); Vardan Aygektsi (muerto en 1250) Arakk' Vardana (Fábulas de Vardan), no publicadas hasta 1668; Stepanos Orbelian (muerto en 1304) escribió Historia de Siunug; Krikor Tathevatzi (1346-1411) escribió el tratado Preguntas y respuestas; y Arakhel Siunikhatsi (1250-1320) escribió Adamgirkh (Libro de Adam), con 12.000 estrofas, y Sahmanats Girk (Libro de definiciones). Otros menos importantes fueron el obispo Mkrtich Amidatsi (fl. 1430), Khachatur Kecharetsi (m. 1330), Arakel Baghishetsi (siglo XIV), Mkrtich Naghash y Grigoris Aghtamaratsi.
Hacia el siglo XIII Frik (1230-1310) denunció las injusticias del trato de los invasores, cosa que harían más tarde también Ovanes Tlkurantzi, Arakel Bakhishetzi, Grigor Akhtamartzi, Nakhash Ovnatan, Nahabed Koutchak (siglo XVI) y Hovhannes Telkurantsi (1489-1525).
En la cultura de los últimos años del reino de Cilicia destacaron el médico Mekhitar Heratsi y durante el siglo XV Stepanoz Sironensis y el polemista Krikor Dzerents (1350-1425), discípulo de Sergo Abragunetri, en el monasterio de Zebnar, y autor de las obras religiosas Okevor erech (Himnos sagrados) y Nor Vgaiapanutyun (Vida de los mártires modernos).

## Decadencia
Entre el siglo XIII y el XIX se produjo la decadencia. La lengua clásica perdió terreno frente a la vulgar. A partir del siglo XVI se iniciaría el periodo de los ashugh, poetas en lengua vulgar y rodamundos, invitados a las ceremonias populares. Tenían como patrón a Surp Karapet (San Juan), el santo Muratatur (quien escucha a todos los votos) y lo adoraban en el santuario de Taron (hoy Mus) tocando el saz (violín).
En 1512 se imprimió el primer libro en armenio, el Urbatagirk (Libro del viernes), al que siguieron otros cuatro libros hasta 1513, obra de Hakob Meghapart, y en 1565 se imprimió el Saghmosaran (Salmos), todos en Venecia. Se fundaron imprentas armenies en Venecia (1512), Estambul (1567), Milán (1627), París (1633), Ámsterdam (1658), Marsella (1672), Leipzig (1680), Londres (1736) y San Petersburgo (1781). La primera edición de la Biblia fue en Ámsterdam en 1666.
Durante el siglo XVIII el país quedó mutilado y desorientado, cosa que provocaría la dispersión de los intelectuales armenios por el mundo. El monje Mekhitar (1675-1749), convertido al catolicismo, fundaría una orden de frailes que en 1717 se instalaron en la isla de San Lázaro (Venecia), donde montaron una imprenta y se convirtieron en la llama que mantuvo la cultura armenia; Mekhitar mismo compuso un diccionario y gramática del armenio en 1727. Sólo el mekhitarismo escribió obras en grabar, traducidas al habla vulgar, de carácter erudito didáctico y pedagógico, como Historia de las guerras de 1721 a 1736 de Abraham Yerevantsi, la Historiografia (1738) de Abraham Kretatsi (muerto en 1737) y Stepanos Leobolsetsi (1619-1699), traductor de Flavio Josefo y autor tanto de una gramática como de un diccionario armenio-latín. En Venecia se hizo el Astvacahunc, edición de la Biblia, en 1736 se editó el Hayrakan Hanregitaran (Enciclopedia armenia) y los Taregrutiun (Anales, 1799-1802), y se editarían los primeros almanacs, Bazmavep (1776) en Venecia, y Handes Amsoreay (1810) y Elanak Biwzandean (1830) en Viena. El primer periódico en armenio fue Azdarar (Heraldo), editado entre 1794 y 1796 en Madrás (India).
Un trovador de gran importancia en el siglo XVIII fue Sayat-Nova (1722-1795), quien escribió en armenio, georgiano y tártaro. Otros nombres destacados en la literatura de ese siglo fueron Nagash Hovnathan (muerto en 1722), Yeremia Keomurjian (1600-?) y Lunkianos Karnetsi (finales del siglo XVIII).

## Veratzenutiun(renacimiento literario y cultural armenio),sigloXIX
En el Cáucaso ruso se inició el Veraztzenoutiun (el renacimiento literario y cultural armenio), con la fundación en 1815 del semanario Arevelian Tsanutsment (Noticias del Este). Un discípulo de Mekhitar, el padre Arsene Bagatuni (1790-1866), gramático y traductor, compuso Hayk diwkanz (El héroe Hayk), obra que permitirá un nuevo renacimiento , a pesar de la división del país entre Rusia y Turquía.
La literatura realizada en la parte turca, fue muy influida por la literatura occidental, sobre todo la francesa, y escrita en askharabar, fomentado por los gramáticos Meiguerticht Emin, autor de la Gramática del armenio oriental (1840) en Moscú, y Rovsissian, con El buen hablar (1853) en Constantinopla, y por los nadveli (versistas pretenciosos), influidos por París y Venecia, como Mkrtich Bechiktachlian (1828-1868) y Thovmas Terzian (1840-1909). El mejor de ellos fue el joven Bedros Turian (1852-1872), nacido en la miseria y muerto a los veinte años, autor de la compilación Tagk' ev Tatrzrgut'unk (Canciones y dramas, 1872). Todos ellos exaltaron el recuerdo de la Armenia histórica. Destacarían también los diarios Hairenik y Masis, donde escribieron Arpiar Arpiarian, Levon Pashalian, Dikran Gamsaragan, Archag Tchobanian (1872-1952), quien marchó a Francia donde fundaría la revista Anahit, que dirigiría entre 1898 y 1949, y Krikor Zohrab (1861-1915), brillante novelista influido por los franceses y muerto en el genocidio. Pero el grupo literario de Turquía se derrumbaría por las masacres de 1894-1896.
La literatura en la parte rusa adoptó el dialecto de Ereván. Entre los autores más destacados está Khachatur Abovian (1805-1848), que invita al pueblo a conquistar la libertad, compuso el primer escrito en ashkharhabar (armenio coloquial), Verk' Hayastani (Las heridas de Armènia, 1858). Mikhael Nalbandian (1829-1866), profesor de armenio a la Universidad de Moscú exiliado por revolucionario, escribió en ruso Rech ob Arm'anskoj slovenosti (Discurso sobre la filosofía armenia, 1854). Akop Akopian Raffi (1835-1888), inspirado en la historia nacional y la gloria del pasado, escribió las novelas Zajrumar (1870), Djelaleddin (1878), Davit Bek (1880), Kaycer (Guspira, 1883) y Flunj (Flaire, 1874). Avetis Aharonian (1866-1948) escribió Azatutian djanaparhin (Caminos de libertad, 1926). Gabriel Sundukian (1825-1912) fue el primer dramaturgo de talento, con obras como Pepo (1871), Khatabala (Confusión, 1866), Eli mek zoh (Otra víctima, 1870) y Kantvadz odjakh (El hogar destruido, 1872), y que consideraba la escena como trampolín para educar al pueblo, criticando a la sociedad basada en la ilegalidad. Hovhannes Hovhanessian (1864-1929), Hovhannes Tumanian (1869-1923), miembro del círculo Vernatun (Atico). Pero uno de los más destacados fue Hovseph Shishmanian Tserents (1822-1888), exiliado en Chipre y Tifilis y autor de las novelas Te oros levoni (Thoros, hijo de Levon, 1877).

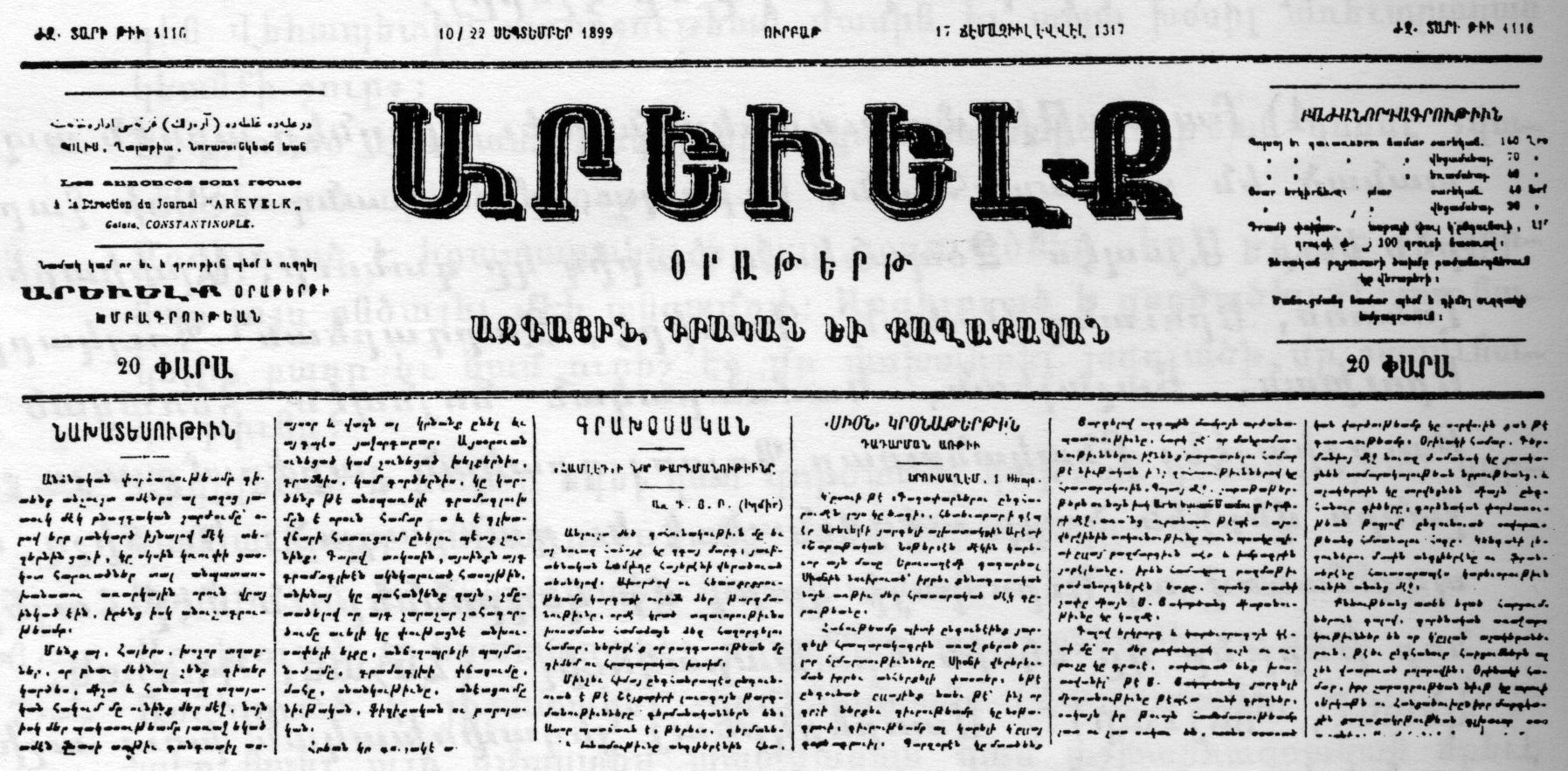
Arevelk, diario en armenio.

Otros autores fueron Ghazaros Aghayan (1840-1911) y Gevond Alishan (1820-1901) colaborador al diario Bazmavep de Venecia, con Yushekk' Hayreneac hayoc (Reminiscencias de la Patria Armenia, 1869-1879). A finales del siglo también se destacaron Muratsan (Krikor Ter Hovhanissian, 1854-1908), colaborador de los diarios Nor-Dar, Phordz, Luma y Meghu Hayastani; Mikhail Ovhanissian Նար-Դոս (1867-1933) con una de las novelas más famosas de la época, Anna Saroyan (1888); Vertanes Papazian (1866-1920) armenio de Van, fundador de los diarios Ardzagank y Mshak, autor de Partkerner te urk'ahayeri kyank'ic (Escenas de la vida de los armenios de Turquía, 1891); Perch Proshian (1839-1907); Hakob Paronian (1843-1891); Raphael Patkanian (1830-1890) del grupo literario Kamar-Katipa; Hambartzum Arakelian Shahriar (1855-?), Levon Shant (1869-1951), Rupen Zartarian (1874-1915), Dirán Cherakian (Indra, 1875-1921), Misak Metzarentz (1886-1908) y Mateos Zarifian (1894-1924).

## SigloXX
En Turquía, antes del genocidio se destacaron Daniel Varuzhán (1884-1915), Siamanto (1878-1915), Misak Medzarents (1886-1908), Vahan Tekeyán (1878-1945) y Hakop Oshagan (1883-1948). Desde 1915 la literatura se desarrolló en la diáspora. Aun así, en los años 20 se publicaron en Estambul las revistas armenias Hay Kin (Mujer armenia) y Azdarar (Monitor), así como Erkin (La tierra) en Bucarest.
En Armenia Soviética se destacaron los poetas obreros y comunistas Hakob Hakobián (1865-1937); Vahan Terián (1885-1920), Azat Vchtouní; Vahram Alazan (1903-1966), fundador de la Asociación de Escritores Proletarios; Aksel Bakunts (1899-1937), Gevork Abovian y Yeghishe Charents (Yeghishe Soghomorian, 1897-1937), autor de Yerek yerg Tkhradaluk agjkan (Tres canciones para una chica pálida, 1914). Todos ellos firmaron la Declaración de los Tres, apelando a una nueva era literaria, la era proletaria; Avetik Issahakian (1875-1957), autor de Abu'l-ala'al Maari (1911) y Lilith (1927) y Alexander Movsisián (Shirvanzadé) (1858-1935). Todos los proletarios estuvieron influidos por Maiakovski. Derenik Demirchián (1877-1956) escribió dramas históricos; Zabel Essayán (1878-1943) de Estambul, huyó a la URSS en 1934 y fue víctima de las purgas. Vahan Totovents (1889-1938), originario de Turquía, huyó a la URSS y de allí a los EE. UU. Movses Arazi (1877-1964); Vartkés Petrossián (1932-1995 y Stepán Zorián (1890-1967).
En la diáspora se destacaron también Vahé Vahián (Sarkis Abtalian, 1907-1998), en el Líbano donde escribió Arev-Andzrev (Sol-lluvia, 1933) y Voski kamurj (Puente dorado, 1946); también vive en Beirut Garnik Addarián (1925) con las poesías Patneshin vra (A la barrera, 1954), Aprim-mernim (Crisantem) y Matean tsavi yev hatutsman (Libro de dolor y recompensa, 1965); los poetas nacidos en Estambul Zahrat (Zareh Yaldizchián, 1924), autor de los poemas Mets k'aghak (Ciudad grande, 1960), Gunavor Sahmanner (Fronteras coloridas, 1968) y Bari yerkink' (Buen cielo, 1968), y Zareh Khrakhruní (1926) con las poesías K'ar kat'ilner (Gotas petrificadas, 1964), Yes yev urishner (Yo y los otros, 1965) y Lusnapartez (Luna de jardín, 1968); el exiliado Vané Heik (1896-1983), con Gorgi vacharakan (El vendedor de alfombras) y el histórico Hayreni cxan (Techo nativo); Shahan Shahnur en Francia y A. Andreasián, a los EEUU.
Posteriormente destacaron otros autores como la poetisa Silva Kaputikián (1919-2006), con Im harazatnere (Mis parientes, 1952); el poeta y novelista Gurguen Mahari (1903-1969) de Van, de los grupos literarios Hoktember y Noyember, que finalmente se exilió; Khachik Dashtents (1909); Nairi Zarián (1900-1969); Paruir Sevak (Paruir Ghazarián, 1924-1971) con los poemas Yeghitsi Luys (Que se haga la luz, 1969); Vahagn Davtián (1922) exiliado; y Aghavni (1911) con la novela Shirak (1954-1963). Otros fueron Shushanik Kurghinian (1876-1927), Guevork Emín (1918) con Ays tarik'um (En esta era, 1968), Ksanerord dar (Siglo XX, 1970) y Yot'n yerg Hayastani masin (Siete canciones de Armenia, 1965); Vagharshak Norents (1903), Hovhannes Shiraz (Karapetián) (1914-1985); Maro Margarián (1916), Sero Khanzadián (1915), Razmig Davoyán (1940) con Im ashkharh (Mi mundo, 1963), Stverneri mijov (A través de las sombras, 1967) y Rek'viem (1969); Hrant Matevosián (1935) y Berdj Zeytunjián (1938).